# Orillas del Tíber
Orillas del Tíber és una pintura sobre taula feta per Antoni Muñoz Degrain el 1893 i conservada a la Biblioteca Museu Víctor Balaguer. Va ingressar al museu el juliol de 1893 de mans del mateix artista i l'obra té el número de registre 173.

## Descripció
Hi ha un paisatge en el qual es representa un tros de terra que s'endinsa en el riu Tíber, en el que crema una petita foguera. Al fons, a la vora del riu, hi ha una caseta envoltada d'arbres.

## Inscripcions
El quadre està signat amb la inscripció "M. Degrain '93".